# Anton Burger (artiste)
Pour les articles homonymes, voir Anton Burger et Burger.
Anton Burger (Francfort-sur-le-Main, 14 novembre 1824 - Kronberg im Taunus, 6 juillet 1905) est un artiste peintre, dessinateur et graveur allemand.

## Biographie
Anton Burger étudie l'art à l'École Städel de Francfort-sur-le-Main entre 1842 et 1846. Ses professeurs sont Johann Jakob Jung (de), Jakob Becker et Philipp Veit, qui lui conseillent d'aller se perfectionner à Munich où il demeure deux ans. En 1851, il épouse à Francfort son amour de jeunesse, Katharina Elise Heislitz.
En 1853, il part pour Paris avec deux amis artistes, Angilbert Goebel et Philipp Rumpf (de), et rencontre Camille Corot et Gustave Courbet.
Son épouse meurt en 1856. Deux ans plus tard, il part s'installer à Kronberg im Taunus, sous l'impulsion de son ami Rumpf. En 1859, il visite Anvers et Amsterdam, et découvre les toiles des maîtres de l'école flamande et néerlandaise. À son retour, il épouse Anna Johanna Auguste Küster, fille d'un important médecin de Kronberg ; elle meurt en 1876.
En 1861, Burger s'installe définitivement à Kronberg et fonde avec son ancien condisciple de la Städelschule, Jakob Fürchtegott Dielmann, une colonie d'artistes (de) où vont se croiser de nombreux peintres.
En 1882, il épouse son élève, Pauline Fresenius.
Burger a produit de nombreux tableaux, pour la plupart des scènes de genre mais aussi quelques paysages, qui eurent un certain succès, ainsi que des dessins et des gravures.

## Œuvre

Œuvres de Burger
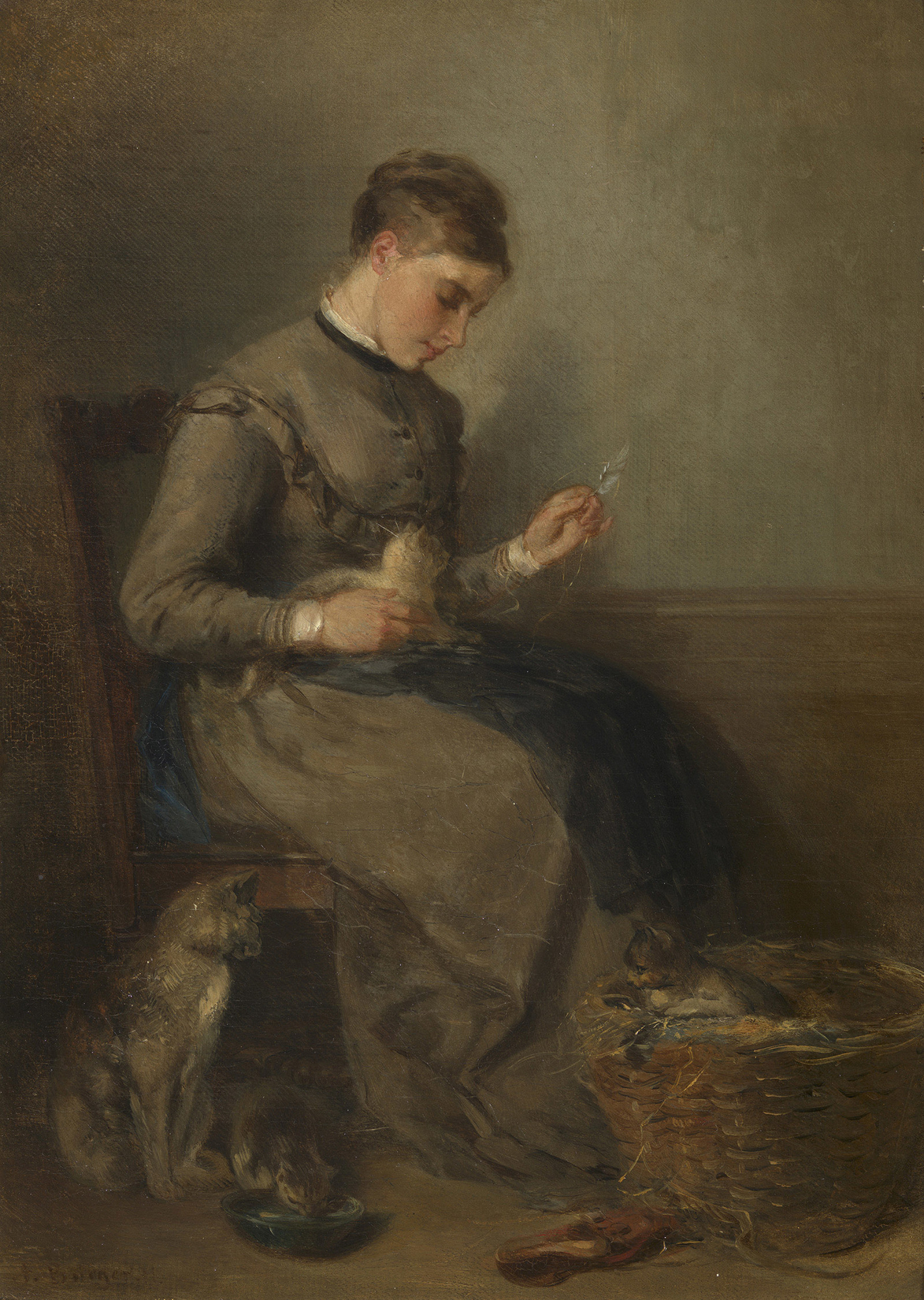
Femme jouant avec un chat (1871, Royal Collection).
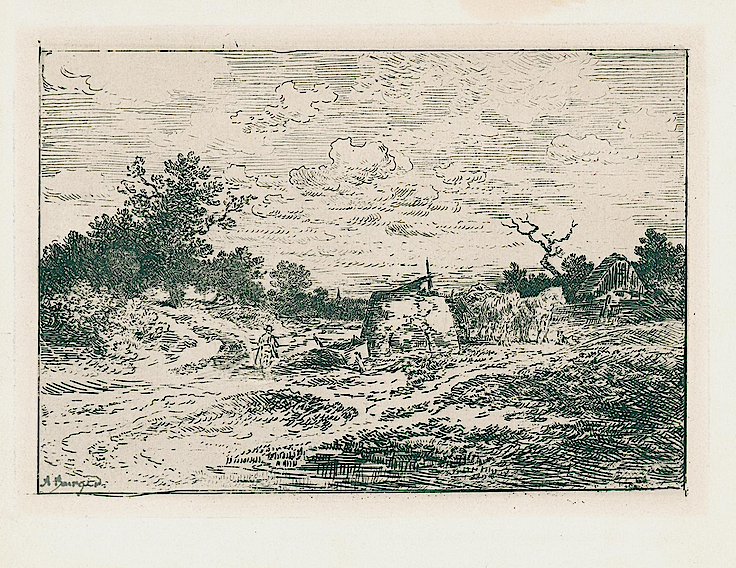
Landschaft mit Hütte und Fuhrwerk (eau-forte, 1864).
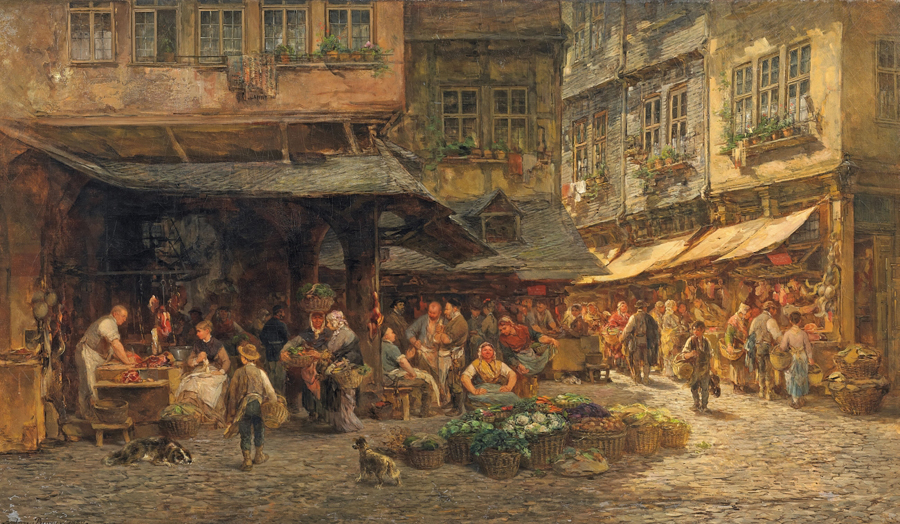
Die Schirn (1880, coll. priv.).
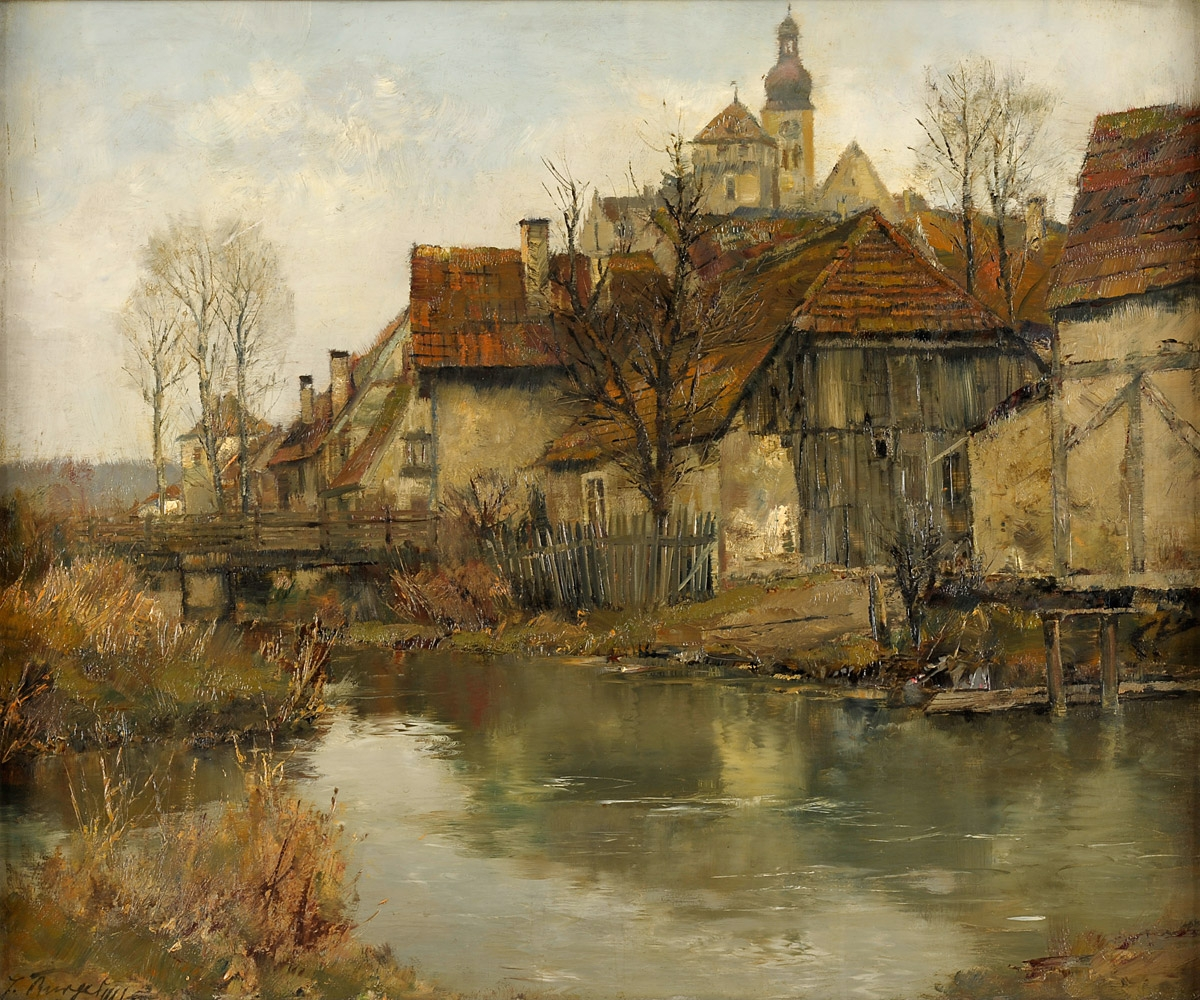
Stadtansicht (av. 1905, coll. priv.).

## Élèves
Burger est nommé professeur en 1894, rattaché à l'académie prussienne des Arts. Parmi ses élèves, on compte :
- Philipp Franck
- Nelson Gray Kinsley (de)
- Rudolf Rupp
- Friedrich Taets von Amerongen (de)
- Fritz Wucherer (de)